# Tonnoirella gemella marmoripennis
Tonnoirella gemella marmoripennis is een ondersoort van de tweevleugelige Tonnoirella gemella uit de familie steltmuggen (Limoniidae). De soort komt voor in het Australaziatisch gebied.